# Georg Wilhelm Friedrich Hegel
Georg Wilhelm Friedrich Hegel, född 27 augusti 1770 i Stuttgart i Württemberg, död 14 november 1831 i Berlin i Preussen, var en tysk filosof under den sena upplysningen. Han är också känd som romantikens främste filosof.
Hegel föddes i sydvästra Tyskland och var son till en högre württembergsk tjänsteman. Han fick sin utbildning 1788–1793 vid Tübinger Stift, som var ett seminarium vid den protestantiska kyrkan i Württemberg. Där blev han också vän med den blivande filosofen Friedrich Schelling och den unge diktaren Friedrich Hölderlin. Han fascinerades av verk av Baruch Spinoza, Immanuel Kant, Frans Hemsterhuis och Jean-Jacques Rousseau samt av den franska revolutionen. Han anses också vara den förste att använda termen Begriffsgeschichte, på svenska begreppshistoria. Hegel skulle komma att influera en stor mängd efterkommande filosofer, däribland Karl Marx och Martin Heidegger.
Hegel var far till historikern Karl von Hegel och teologen Immanuel Hegel. Han är begraven på Dorotheenstädtischer Friedhof, i Mitte i centrala Berlin.

## Biografi

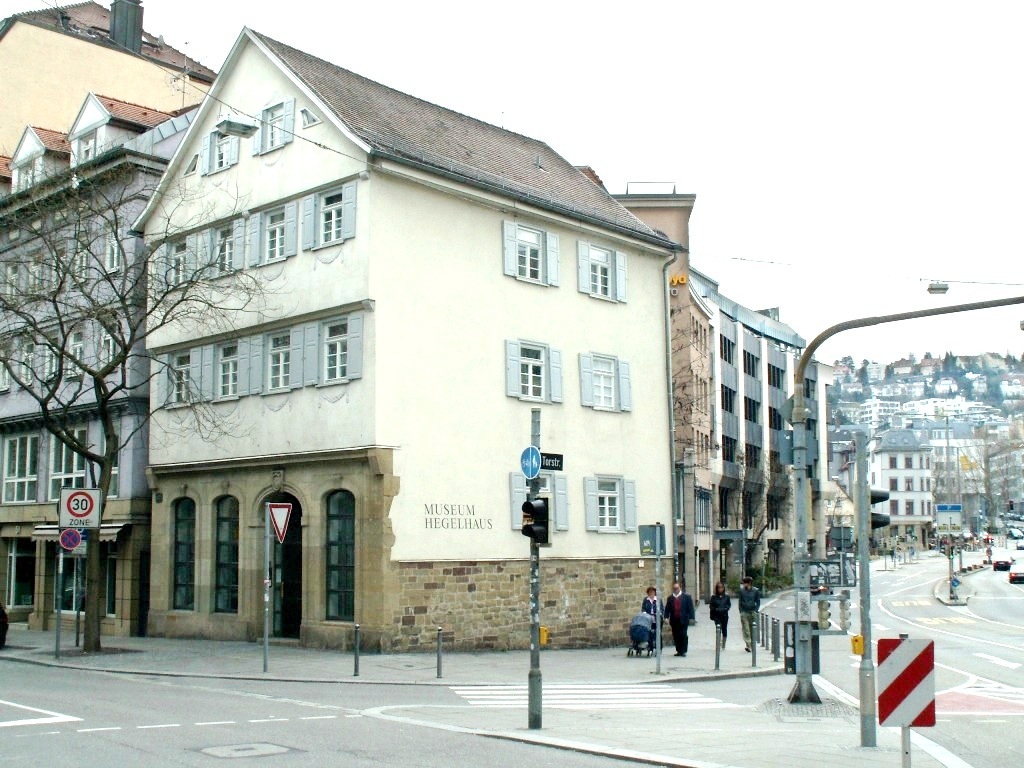
Hegels födelsehus i Stuttgart.

Hegel försörjde sig först som informator i Bern (1793–1797) och i Frankfurt am Main (1797–1800). När han fick ett litet arv efter sin far tog han dock upp den akademiska karriären igen. Efter att ha utgivit Differenz des Fichteschen und Schellingschen Systems der Philosophie (1801) och en latinsk avhandling om planeternas banor slog han sig samma år ned som docent i Jena. År 1805 erhöll han titeln extra ordinarie professor och offentliggjorde 1807 sitt första större verk, Phänomenologie des Geistes ("Andens fenomenologi").
Sedan Hegels lilla kapital gått åt, nödgades han av brödbekymmer ge sig in på den publicistiska banan och redigerade från april 1807 till hösten 1808 en politisk tidning i Bamberg. Åren 1808–1816 var han rektor vid Aegidiengymnasiet i Nürnberg och författade under denna tid bland annat Wissenschaft der Logik (1812–1816). År 1816 kallades han till en professur i filosofi i Heidelberg, där han utgav sitt storartade verk Encyklopädie der philosophischen Wissenschaften (1817; flera upplagor). Från 1818 innehade han en professur i filosofi vid Humboldt-Universität zu Berlin. Utom Grundlinien der Philosophie des Rechts (1820) utgav Hegel därefter endast recensioner och smärre tidskriftsuppsatser.
Hegel avled i kolera i Berlin den 14 november 1831.

## Filosofi

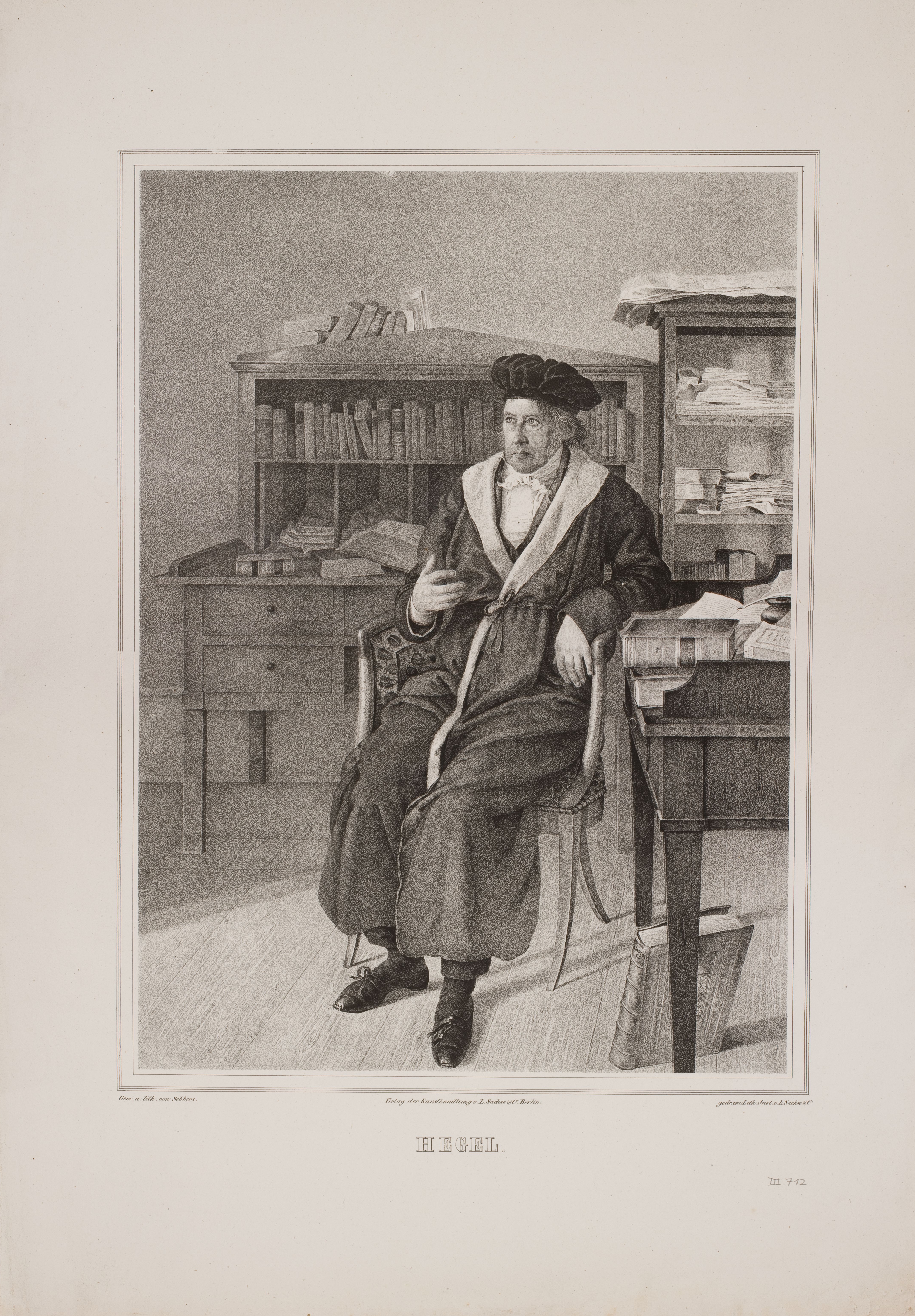
Hegel på sitt arbetsrum, avbildad av Julius Ludwig Sebbers

Hegels allmänna tendens som tänkare var att gentemot tidevarvets subjektivism, i dess skiftande former (den gamla franska upplysningslitteraturen och dess gengångare, den moderna liberalismen, fichteanismen och i synnerhet romantiken) hävda de objektiva makternas rätt: Mot svärmeriet ställde han tankens rätt, mot jäktandet efter ett aldrig upphinneligt ideal ställde han verklighetens rätt, mot nyhetsmakeriet ställde han det bestående, och mot självsvåldet samfundsordningens och dess institutioners rätt. Han ämnade att ta sig för detta genom att utveckla en panteistisk världsbild, enligt vilken den verkliga världen var den enda världen, vilken begripen i sitt inre nödvändiga sammanhang är absolut fullkomlig. Dess innersta livsprincip är det absoluta själv. Dess utveckling är Guds eget liv - en utveckling, av vars allmänna, evigt oföränderliga lagar natur och människoliv i deras väsentliga former är ett uttryck, och i vilken individen, dess tycken, önskningar och syften blott är övergående moment, bestämda att snart försvinna under svallet av världshistoriens evigt fortilande ström.
För att finna det betraktelsesätt från vilket världen visar sig som väsentligt och nödvändigt bestämd, tog Hegel till utgångspunkt Friedrich von Schellings lära att all verklighet är organisk enhet av ande och natur. Men medan Schelling i denna enhet sett något obegripligt, endast för en "intellektuell åskådning" fattbart, förklarade Hegel att det är för tanken som denna enhet finns. Som tänkt är världen väsentligt bestämd genom ett inre nödvändigt sammanhang. Tankekraften är för honom det första och ursprungliga i allt. Tanken realiserar sig själv i verkligheten och världsutvecklingen blir tankens egen utveckling. Naturens och människolivets särskilda former är förklarade så snart man har visat att de är väsentliga moment i den allmänna världstanken, att världen inte kan tänkas som ett sammanhängande helt utan dessa former. Filosofin, "en tänkande betraktelse av tingen", blir ett studium av tanken själv.
Tankens väsende är emellertid utveckling (entwicklung). Genom sin egen inneboende kraft kan tanken utvecklas till full verklighet. Detta sker så, att man från det allmänna och obestämda övergår till det mer enskilda och bestämda, eftersom det för det allmänna är väsentligt att framträda i en sådan form. Sedan man funnit att detta senare i sig innesluter även tillfälliga former, som är mer eller mindre inadekvata uttryck för det allmänna, leder man sig fram till en form som är bestämningsrik på samma gång som den är ett adekvat uttryck för det allmännas väsende. Denna syntes får sedermera tjäna till tes för en ny upprinnelse för förloppet, och så vidare, tills världen i alla sina former är begripen såsom en tankens utvecklingsprocess. Detta förfaringssätt är den dialektiska metoden, vilken av Hegel betraktas som den enda vilken kan anses tillfredsställande.

### Logik
Filosofin måste börja med studium av det abstrakta tänkandet (tänkandet i sig självt, utan beaktande av vare sig den som tänker eller det som denne tänker på). Detta är filosofins första huvuddel, logiken. I logiken studerar man tankens och verklighetens abstrakta kategorier och de nödvändiga relationerna mellan dem. Utgångspunkten är det rena varat, som är samma sak som det abstrakta tänkandet. Men detta vara "slår över i intet", det vill säga allt vara måste vara något, det finns ingenting som bara är. Syntesen är "blivandet" (även kallat vardandet), vars produkt är existensen (tyska das Dasein). Logikens slutpunkt är den logiska idén, tanken i dess innersta och fulla verklighet. Men denna verklighet innebär existens av både något som tänkes och någon som tänker. Tanken realiseras i naturen. Naturen är det som är tänkt, utan att själv vara tänkande.

### Naturfilosofi
En filosofisk betraktelse av naturen, vilken utgör filosofins andra huvuddel, naturfilosofin, visar oss att naturen, just därför att den inte själv är tänkande eller medveten, inte som bara sådan kan vara den egentligen adekvata form, i vilken tankens verklighet framträder. Naturen kan inte fullständigt tänkas eller begripas, för tillfälligheter och bristande sammanhang förhindrar alltid detta. Naturen är väl ett nödvändigt genomgångsstadium för tanken i dess utveckling, men man kan inte nöja sig med detta.

### Metafysik
Endast såsom ande, såsom tänkande sig själv, det är självmedvetande, kan tanken frigöra sig från tillfälligheten, och andens filosofi blir följaktligen filosofins tredje och högsta del. Men tankens frigörelse från naturen och övergång till självmedvetande kan ske blott successivt. Dess första stadium är den subjektiva anden. Därmed förstår Hegel den individuella människan, och den subjektiva andens filosofi blir följaktligen en lära om henne. Den ändliga anden är här alltjämt mer eller mindre beroende av naturlivet, ur vilket han uppvuxit. I livets medvetna funktioner är anden visserligen mer fri, men fullständigt fri blir den inte så länge den ännu är fäst vid en individuell människa. Såsom vilja inte bara frigör sig anden från naturen, utan inverkar bestämmande på denna natur. Såsom objektiv ande hämtar den evige anden (Geist) ur sitt eget väsende det innehåll, efter vilket den ordnar sin värld.

### Etik
Detta innehåll är det rätta, och den objektiva andens filosofi blir således för Hegel vad man vanligen brukar kalla praktisk filosofi. Grundtankarna i denna är följande. I opposition emot den kant-fichteska etiken lärde Hegel att människan inte i första rummet har att i sin på samvetets vittnesbörd grundade övertygelse om rätt och orätt söka normen för sitt handlingssätt. Gör hon detta, blir hennes liv ett ständigt jäktande efter ett overkligt, aldrig upphinneligt ideal, och i avsaknad av en fastare norm för rätt och orätt än det personliga tycket försjunker hon till godtycke. Hon bör hellre böja sin Övertygelse under lagarna och sederna i det samhälle, i vilket hon lever, emedan i detta samhälle uppenbarar sig ett förnuft högre än hennes, nämligen det i världshistorien framträdande gudomliga förnuftet själv, världssjälen. Ty verkligt såsom en människolivet bestämmande princip är blott det förnuftiga; men det förnuftiga är också verkligt och behöver ej vänta på individens pliktuppfyllelse för att bli detta.
Ett troget och samvetsgrant uppfyllande av plikterna i familjen och staten under sträng, men självständig lydnad för dess lagar bliver individens första plikt. Den nödvändighet, varmed förnuftet i samhället och världshistorien förverkligas, beskrivs av Hegel på ett sätt, som hotar människoviljans frihet, hennes ansvar och skuld samt leder till en åsikt om det onda, som i detsamma ser ett övergående men nödvändigt moment i det goda. För övrigt må märkas, att Hegel lär att den juridiska rätten ej tillkommit genom något fördrag eller dylikt utan är grundad omedelbart i förnuftet själv, att han kräver samhällets upprättande och lydnad för dess lagar såsom en omedelbar, ej i fördrag eller dylikt grundad plikt, att han i familjen och äktenskapet ser en form av sedlighet, som bör hållas i ära och helgd, oberoende av tillfälliga överenskommelser eller individens skiftande tycken.

### Politisk filosofi
Hegel betraktar staten som en högre form av sedligheten än familjen och såsom en levande organism och yrkar för denna på en byråkratisk, endast till hälften konstitutionell monarki med ståndsförfattning. Mot den moderna liberalismens begär att nedriva och mästra uppträdde Hegel med skärpa och såg i den en yttring av samma tendens som subjektivismen på det etiska området, "den sig absolut påstående subjektiviteten", vilken i hans ögon var det onda själv. I världshistorien uppenbarar sig förnuftet i en ännu högre form än i den enskilda staten: "På tronen sitter världsanden och utsänder folkandarna såsom sina tjänare".[källa behövs]
I världshistoriens skickelser ser Hegel den strängaste nödvändighet. Varje folk har sin mission att fylla. Ett folk må gärna förinta ett annat, mot vilket det är världshistoriskt berättigat. Världshistorien är dock alltid en produkt av mänsklig vilja. Dess innehåll förverkligas visserligen i världen med en oeftergivlighet, som inte tillåter några avvikelser från det föresatta målet, men detta sker dock ännu alltjämt under kamp mot störande inflytelser från en natur, som ej i egentlig mening är andens egendom. För andens fulla frigörelse krävs att man ställer sig på en ståndpunkt, där det blir klart, att naturen själv i anden har sin grund och sitt sanna väsende, att hon själv är andlig. Detta sker på den absoluta andens ståndpunkt i konstens, religionens och filosofins former.
Hegels politiska filosofi har utövat starkt inflytande över rörelser och tänkare från hela det politiska spektret, men allra påtagligast har inflytandet varit över den politiska högern. Den liberale statsvetaren Herbert Tingsten framhåller Hegel, jämte Edmund Burke, såsom den främste kontrarevolutionäre filosofen tillika en föregångare inom socialkonservatismen. Reidar Larsson identifierar Hegel såsom "den främste företrädaren för den idealistiska och auktoritära konservatismen". Sveriges kanske mest renommerade marxist, Sven-Eric Liedman, skriver att Hegel ”endast kan karakteriseras som politiskt konservativ” och benämner honom ”den störste konservative tänkaren”. Michael Oakeshott och Roger Scruton – två av 1900-talets mest inflytelserika konservativa filosofer – är av samma uppfattning. Hegel har också influerat konservativa filosofer i Sverige såsom Christopher Jacob Boström, Erik Gustaf Geijer, Harald Hjärne och Rudolf Kjellén.

### Estetik
Inom det sköna framträder anden såsom naturens livsprincip. Det sköna är enhet av idé och sinnlig åskådning, eller idén sinnligt åskådad.Denna tanke verkar vara en omtolkning av Kants estetik, som begär att ett konstverk både skall vara en intensiv nu-upplevelse, men samtidigt utgöras av formella, mer "intellektuellt krävande" delar, som exempel nämns här musikens direkta klangfärg i relation till komplex, intressant melodi. Denna idé, idealet, är anden själv, det gudomliga. Hegel fordrar också, att i varje konstverk ett evigt bestående sedligt eller religiöst innehåll skall finna sitt uttryck. Men detta innehåll skall så behärska den bild, som är dess bärare, att de två blir ett. Av historiskt givna konstformer finner Hegel den klassiska vara det trognaste uttrycket för det skönas väsende. Även på estetikens område trädde han i skarp opposition mot romantiken. Dennas benägenhet att söka sina ideal företrädesvis från medeltiden ogillar han. Dess konst står, lärde han, obestridligen lägre än antiken såsom konst betraktad. Antikens bildning vilade på den naiva enheten mellan ande och natur. För kristendomen är denna enhet bruten. Men den kristna konstens uppgift är att i bild giva uttryck just åt den subjektiva och personliga innerlighet, som ej i bild kan framställas, blott antydas. I sin religiösa såväl som i sin världsliga riktning sökte medeltidens konst fylla denna uppgift. Den nyare tidens konst visar i sina självständiga skapelser konstens förfall. Hon förlorar sig dels i blott beskrivningar på den prosaiska verkligheten, dels i ett överdådigt frossande inom subjektets värld, dess tillfälliga stämningar, tycken och hugskott (romantiken). Hegels speciella konstlära lider trots stora förtjänst av betänkliga ensidigheter.

### Religion
I en ännu högre och friare form framträder, enligt Hegel, anden på religionens ståndpunkt. Andens immanenta liv i naturen såsom hennes bestämmande livsprincip framträder där inte såsom åskådad och till följd därav beroende av en viss enskild företeelse eller bild. Där föreställes hela naturen såsom skapad och styrd av en ande. Hegel fattar nämligen religionen såsom i det hela likbetydande med religiös föreställning, och han förbiser följaktligen i väsentlig mån den viljemässiga sidan av religionen. Det hör till religionens väsende att förverkliga sig i flera historiskt givna religionsformer. Av dessa är dock kristendomen den enda, som är ett adekvat uttryck för religionens väsende. I sin treenighetslära innesluter den kristna kyrkan kärnpunkten av all filosofisk spekulation. Ty denna kan ej vara något annat än att den evige, i sitt majestät över ändlighetens sfär tronande Guden, sänker sig i ändligheten, försonande denna med sig, blir människa, lider, dör och som helig ande återvänder till sig själv. Men alltjämt står ändligheten och oändligheten i ett tillfälligt förhållande till varandra, och först på filosofins ståndpunkt är frigörelse därifrån möjlig, där anden tänks som principen för allt och systemets slutpunkt ligger i "den sig själv tänkande tanken".

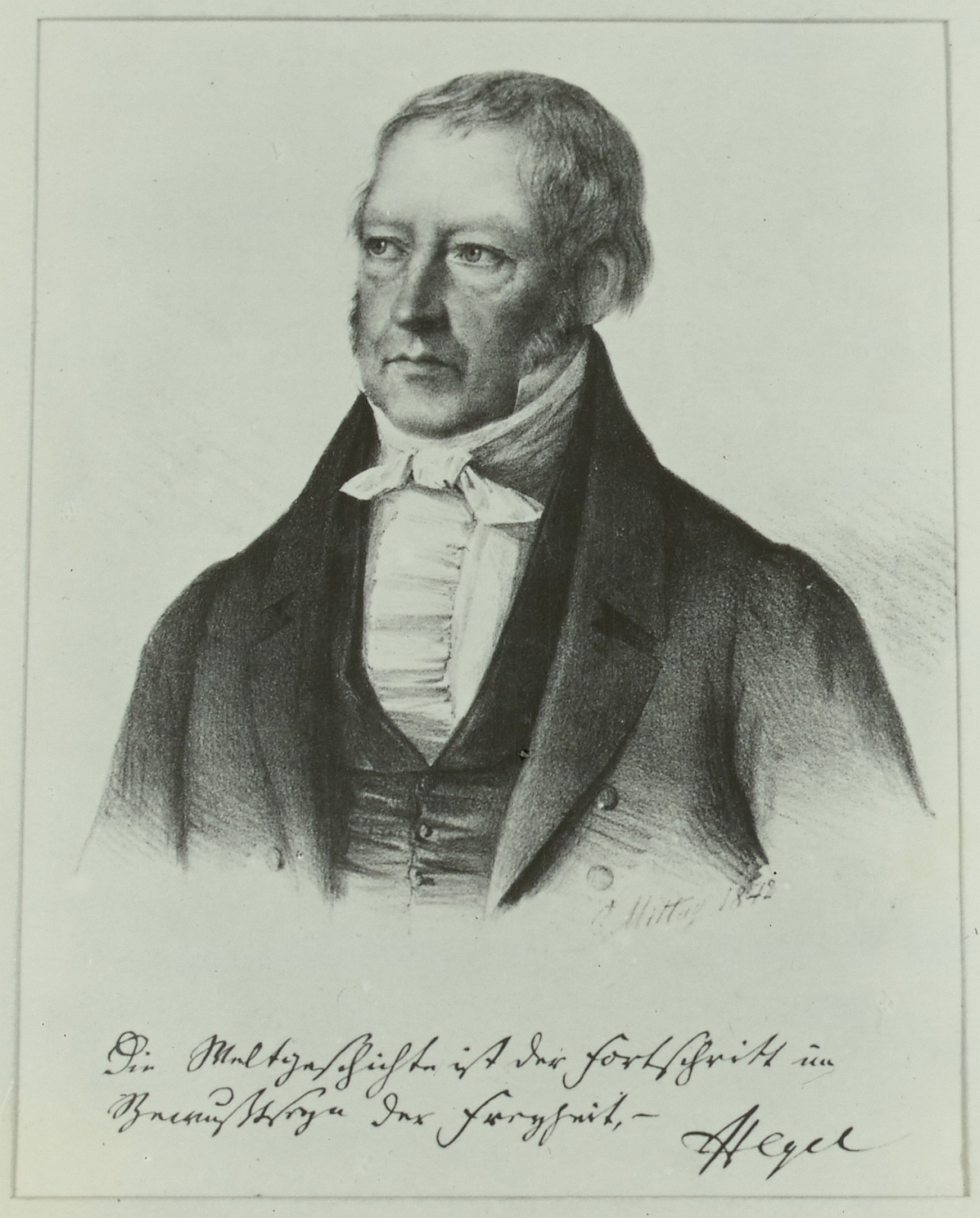
Hegel som han är avbildad i den svenska upplagan av förnuftet i historien.

### Historiesyn
För Hegel är historien intet annat än processen varvid frihet, via förnuftet realiseras, friheten kommen därav är dock ej nog, då detta enbart vore subjektiv frihet. Så länge den materiella världen är irrationellt konstituerad, fortlöper människorna vilka agerar på grundval av sina samveten att uppbåda konflikt gentemot dess moral och dess institutionalisering. Den hegelska historiesynen postulerar förnuftets strävan mot samklang mellan agenternas institutionaliserade endogena respektive egna immanenta samvete, på basis av den givna tendensen mot denna samklang i sig.Eller: "[...] såsom sin egen motsats är den motsättning, som väl existerar men som lika mycket måste upphävas och lösas, det andliga livets drift och impuls att genombryta naturlighetens, sinnlighetens och självfjärmandets bark och komma till medvetandets ljus". Staten, rättstillståndet, religionen, sfärerna i folkets liv och författningen är givna komponenter.

### Den Andre
Hegel ifrågasatte den grekisk-kristna subjektsuppfattning som finns till exempel René Descartes teorier. Enligt Hegel uppstår självmedvetande/jag genom jagets medvetande om den Andre. (a) Jaget förlorar sig självt, för att finna sig själv i den Andre. (b) Den Andre överskrids, underordnas jaget. (c) Jaget konstitueras genom den Andre.
(a) Den Andre undanträngs för att jaget ska kunna konstituera en ”egen-status”. (b) Eftersom jaget finns i det undanträngda, undanträngs även jaget. (c) – Jagets självidentitet uppstår: A=A; och den Andres: B=B. Jaget definierar sig självt negativt: Jag är icke den Andre.
Medvetande A producerar alltså sitt självmedvetande, (A), genom sitt medvetande om medvetande B, vilket i sin tur producerar sitt självmedvetande, (B), genom medvetande om medvetande A
Jaget vill bli självständigt, ett rent vara-för-sig: en individ, ett Jag. Eftersom den Andre finns i jaget, är Jaget dock alltid delvis i-sig (tingartat). Hegel beskriver det som en kamp på liv och död . I självmedvetandet finns både ett ”jag” och ett ”icke-jag”. Eftersom självmedvetandet inte är rent finns ingen ”självvisshet” (jaget är beroende av den Andre). Jaget vill utplåna icke-jaget/Livet, och konstituera ett rent för-sig-själv.
Eftersom den Andre trots allt behövs (eftersom ingen bekräftelse och därför inget självmedvetande kan konstitueras utan henne) formaliseras deras relation i en Herre-Slav-dialektik. I kampen förtingligas/alieneras den svagare sidan.
Herren producerar begär. Slaven producerar tillfredsställelse. Trots slavens formellt underordnade ställning är slaven dock mer självständig. Herren som ”herre” förutsätter slaven. Slaven är perverterad, en icke-människa. När herren möter slavens blick ser han inte ett annat medvetande. Han ser istället en förtingligad livsform. En livsform som finns till för herren. Herren möter omvärlden/tingen/föreställningar genom slavens förmedling. Slavens kontakt med omvärlden är oförmedlad, renare.
Slaven har ett ointresserat jag som inte tar ställning. Slaven arbetar inte för-sig. Jaget är rent. Slaven reducerar sig till i-sig. Samtidigt riktar sig slavens blick mot ett fullvärdigt medvetande - en herre – som producerar slavens medvetande. Hos Hegel är det därför i slutändan slaven som blir självständig. Den perverterade livsform som möter herrens blick kan inte konstituera ett fullvärdigt (för-sig) självmedvetande åt herren.
Det viktigt att inse att herren/slaven kan sammanstråla i samma person. Den dialektiska rörelsen är en metafor som är applicerbar i diverse olika situationer med den gemensamma nämnaren att självmedvetande/medvetande produceras. Exempelvis lånar de Beauvoir Herre-Slav-dialektiken i sin teori om det Andra könet. Fanon tar upp motivet i sin diskussion om kolonialism. Marx använde sig också av Hegels verk, men ägnade sig åt en långtgående pragmatisk appropriering av den, för Marx, hegelianska verktygslådan.

## Bredare tolkningar av Hegels filosofi

### Den ickemetafysiska tolkningen
Vissa argumenterar för att det går att se en ambition hos Hegel att förena de universalistiska dimensionerna av Kants transcendentala projekt, med de mer kulturbundna, historiska och relativistiskt sinnade samtida tänkarna. Något de anser resulterade i det kontroversiella konceptet Geist, som utvecklades i Andens fenemenologi. Den här tolkningen anser att Hegel önskade besvara den kantianska frågan gällande rationella människors sinnelag, snarare än att bekymra sig om att beskriva Guds emergenta självmedvetande. Medan Kant hade begränsat sådana villkor till formellt begränsade sinnesstrukturer, breddade Hegel detta till att rent av inkludera aspekter av historiska och socialt determinerade former av mänsklig existens.

## Hegels inflytande

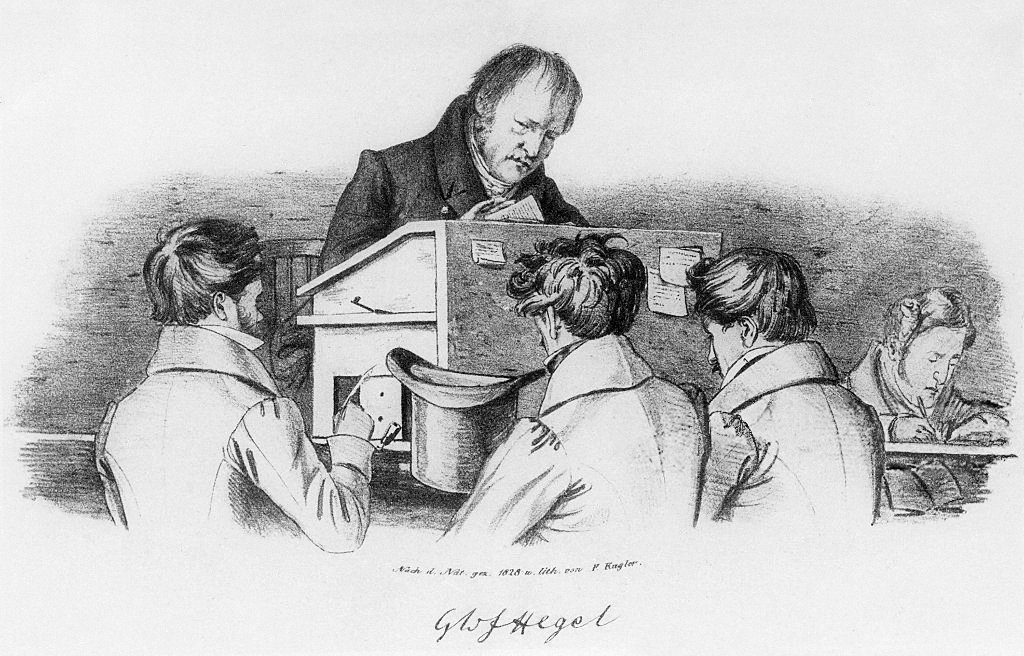
Hegel föreläser för ett par ynglingar vid sin kateder.

Många anslöt sig till den hegelska skolan, hegelianismen. Den delade sig tidigt i flera riktningar i opposition mot varandra. Anledningen till detta var Hegels tvetydighet i fråga om tankeutvecklingens, eller den så kallade tankeprocessens, betydelse. Det är inte klart om denna process skall identifieras med det absoluta självet eller med ett absolut subjekt. Medan den så kallade "centern" inte gjorde någonting för att avlägsna denna tvetydighet tog "högern" upp det senare alternativet. Det absoluta kan inte direkt identifieras med världsutvecklingen. Det finns ett "jenseits", en "transcendent" Gud, och en individuell odödlighet. Världsutvecklingen är Guds tankar. Hans tankar blir verkliga i världsutvecklingen. Filosofins uppgift är "nachdenken", ett tänkande av världen på ungefär samma sätt som världen kommit till genom Guds tänkande. Längst åt detta håll gick ny-schellingianismen, som öppet bröt med hegelianismen (jfr Schelling). "Vänstern" åter förnekade existensen av ett "jenseits" och lärde att det absoluta till sitt väsende är världsprocessen själv. Gud är inte en självständig person utan det personliga i mänskligheten. Gud är endast vårt tänkande om Gud.
Åsikterna skiljde sig även åt i fråga om tolkningen av Hegels dialektik. Medan högerhegelianerna ansåg hög grad accepterade den bestående världsordningen och endast sökte en djupare förklaring till sakernas tillstånd, menade vänsterhegelianerna att varje världstillstånd, även det samtida måste ge upphov till sin motsats och att världen befann sig i ständig förändring.
Därifrån leddes "yttersta vänstern" och "jung-hegelianismen", som även bröt med hegelianismen, till ren subjektivism och slutligen materialism. Det allmänna finns endast som en aspekt av det enskilda. Individerna är det enda verkliga. I sina föreställningar om Gud och det ideella har människorna objektiverat sina egna behov. All teologi blir alltså antropologi.
Konflikterna började inom religionens område är David Strauss 1835 utgav Das Leben Jesu kritisch bearbeitet. Religionskritiken användes även politiskt som kritik mot statskyrkan och på 1840-talet blev den hegelianska kritiken främst politisk. Efter revolutionerna 1848-49 försvagades hegelianismen starkt i Tyskland. Karl Marx skrev 1873 I Tyskland behandlas Hegel som en död hund. I den anglosaxiska världen och Italien förblev dock hans inflytande betydande. Filosofer som Thomas Hill Green, F.H. Bradley och J.M.E. McTaggart var starkt influerade av Hegel. Den hegelianska dominansen bröts först med Bertrand Russell och George Edward Moores genombrott. I Italien var Benedetto Croce, som var starkt hegelinfluerad den ledande filosofen åren kring sekelskiftet 1900.

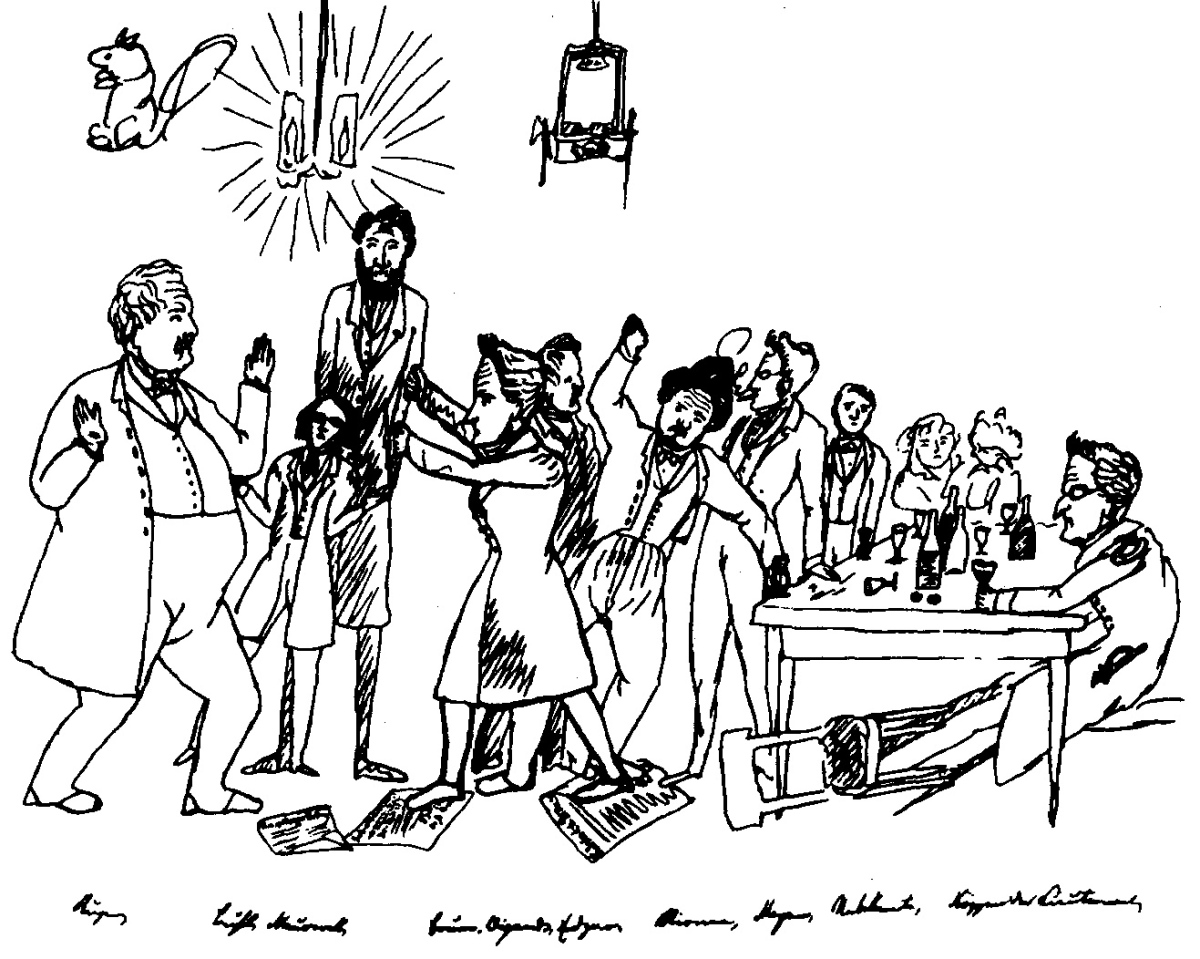
Die Freien, som framställda av Friedrich Engels. Från vänster Ruge, Bühl, Carl Nauwerk, Bauer, Wigand, Bauer, Stirner, Meyen, tre okända människor, Köppen.

I Tyskland kom Hegel att få en nyrenässans i samband med att Wilhelm Diltheys Der junge Hegel publicerades 1905. Man kom nu att fästa fokus på Hegels ungdomsverk, främst hans religionsfilosofiska och såg i dessa nyckeln till hela hans filosofi. Andra kom att intressera sig för Hegels statsteori som tolkades starkt konservativt, och sågs som ett stöd för det auktoritativa kejsarstyret i Tyskland.
Samtidigt kom Hegel att intressera flera marxister, något som blev särskilt påtagligt från 1930-talet och framåt. Det var först nu som Hegel genom Alexandre Kojève på allvar introducerades i Frankrike. Genom denne fick han stor betydelse för Jean-Paul Sartre och Simone de Beauvoir.
Hegel trodde att hans lära överensstämde med den kristna teologin. Även om hans treenighet var mycket olik det då rådande kristna begreppet, var det många som ivrigt tog till sig hans lära på denna punkt. Även flera av de teologiska riktningar som inte anslöt sig fullständigt till hegelianismen påverkades starkt av den. Nylutheranismen påverkades till exempel särskilt i sin syn på vad kyrkan är. De så kallade historiska skolorna hade likheter med hegelianismen och dess lära om historien som ett uttryck för Guds tankar. Även estetiken har påverkats av Hegels principer.
I Sverige har hegelianismen också haft anhängare (Johan Jacob Borelius, Fredrik Georg Afzelius, Paulus Genberg). Den så kallade Lundateologin tog starkt intryck av hegelianismen. Dess betydelse för den svenska filosofin börjar med Christopher Jacob Boström, som i Hegel hade sin närmaste historiska förutsättning och utgångspunkt. Det bör dock betonas att den Boströmska skolan såg sig stå i motsatsställning till hegelianismen. Polemiken mellan Boström och Borelius var skarp och Afzelius blev närmast utsatt för personliga trakasserier.
Frantz Fanon använder sig av Hegels herre-slav-dialektik i sina analyser av förhållandet mellan den koloniserade och kolonisatören, och den koloniserades möjligheter att bryta sig fri från Herren (kolonisatörerna) genom att bli erkänd som jämbördig människa av denne.
Richard Rorty hyllade Hegel för att han introducerat den historiskt reflexiva dimensionen i filosofin, men menade att denna positiva aspekt körde fast till följd av Hegels tilltro till den platonska idén gällande "ahistoriska sanningar".
Asteroiden 14845 Hegel är uppkallad efter honom.

## Kritik mot Hegel

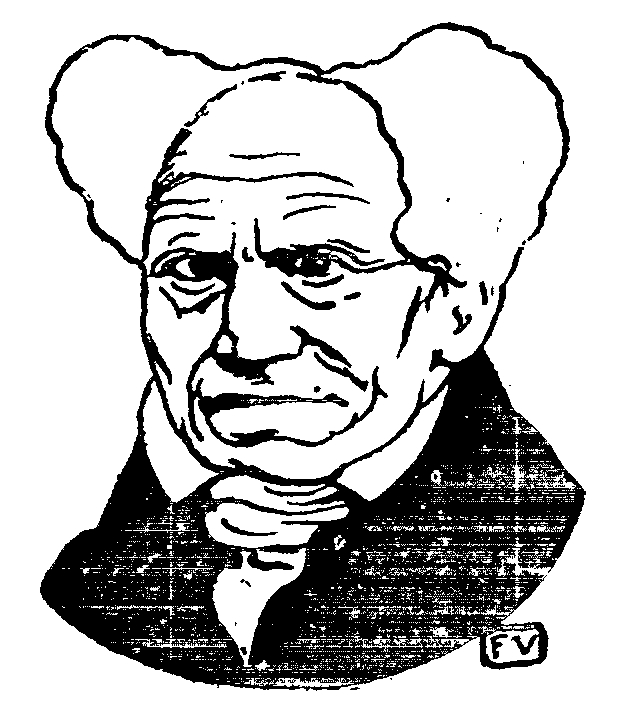
Schopenhauer (1788-1860) som avbildad av Félix Valloton (1865-1925)

### Kritik från Schopenhauer
Filosofen Arthur Schopenhauer var 1820 privatdocent vid universitetet i Berlin, samtidigt som Hegel. Under 24 terminer stod hans namn i föreläsningskatalogen, men han föreläste bara en enda termin och då inför endast nio åhörare, eftersom han medvetet förlagt sin undervisning till samma timmar som Hegel. Mot den bakgrunden kan man förstå hans affekterade kritik av Hegel, även om det också finns filosofiska skillnader filosoferna emellan. Kritiken riktas bland annat mot vad han uppfattar som obegriplighet:
"Hegel, som tillsatts uppifrån av den sittande makten till att verka som den store filosofen, var en svagsint, uttråkande, vämjelseingivande obildad charlatan, som nådde högmodets tinnar genom att plottra samman och koka ihop den mest löjeväckande och obegripliga soppa. Denna meningslösa soppa har basunerats ut som tidlös visdom av vinningslystna anhängare och har svalts ned obehindrat och okritiskt av alla dummerjönsar, som på det sättet sällat sig till den inte tidigare skådade utsökta hyllningskören. Hegel har genom tillgången till denna omfattande plattform för andlig påverkan, vilken tillhandahållits av den sittande makten, kunnat genomföra en underminering av tänkandet hos en hel generation."
Den som han menar okritiska receptionen får enligt Schopenhauer förödande konsekvenser på det tyska tänkandet:
"Han utövade ett inflytande inte endast på filosofin, men även på alla former av den tyska litteraturen, som var förödande eller närmare bestämt fördummande, ja till och med förpestande. Det är vars och ens uppgift, som kan göra självständiga bedömningar, att bekämpa detta inflytande med kraft och vid varje tillfäller. Ty om vi tiger, vem ska då tala?"

### Kritik från Karl Popper
Karl Popper gav sin syn på Hegel i kapitel 12 av "Det öppna samhället och dess fiender" del 2, svensk utgåva på Akademilitteratur 1981. Popper säger sig vara övertygad om att Hegel oförfärat gick in för att vilseleda och förtrolla andra (s. 36). Han hävdar att Hegel fick i uppdrag att skapa en ideologi för det reaktionära partiet i Preussen efter Napoleonkrigen, vilket Hegel skall ha löst genom att återuppväcka idéer från bland annat Platon. Att hans filosofi fick ett så stort inflytande tror Popper bland annat beror på att det är en vanlig fördom att filosofi ska vara något främmande och obegripligt (s. 38).
Popper skriver (s. 40): "Mitt påstående att Hegels filosofi drevs framåt av dolda syften, det vill säga av hans intresse att återupprätta ett preussiskt styre under Fredrik Vilhelm den III:e och att den därför inte kan tas på allvar är inget nytt. Detta sammanhang var väl känt av alla som var insatta i den politiska situationen."
Speciellt citerar Popper Schopenhauers totala fördömande (se ovan!).
Popper (som skrev den första utgåvan under andra världskriget) menar att nästan alla viktigare idéer hos den moderna totalitarismen härrör direkt från Hegel och han ger en lista på de mest betydelsefulla (s. 67-68):
1. Nationalismen, i form av den historicistiska tanken att staten är den förkroppsligade anden (eller i detta fallet blodet) hos den statsgrundande nationen (eller rasen). En utvald nation (här utvald ras) är bestämd att ta världsherraväldet.
2. Staten är alla andra staters naturliga fiende och den måste hävda sin existens genom krig.
3. Staten är undantagen alla slags moraliska förpliktelser. Historien, det vill säga den historiska framgången är den enda domaren. Den kollektiva nyttan är den enda personliga handlingsprincipen. Det är tillåtet med propagandistiska osanningar och förvrängningar av sanningen.
4. Den "etiska" föreställningen om kriget (totalt och kollektivistiskt), särskilt för yngre nationer mot äldre sådana. Krig, ära och berömmelse som ytterst eftersträvansvärda ting.
5. Den storslagna personens skapande roll, den världshistoriska personligheten, den djupt kunniga och starkt kännande personen (nuförtiden ledarprincipen).
6. Det historiska livsidealet ("lev farligt") och den "heroiska människans" ideal i motsats till småborgaren och dennes liv i ytlig medelmåttighet.

Porträtt av Karl Popper (1902-1994) av Marcel Douwe Dekker

Den tysk-amerikanske filosofen Walter Kaufmann har i en bok från 1959 kritiserat Poppers hegelläsning, som han hävdar ”innehåller fler missförstånd om Hegel än någon annan essä”. Kaufmann menar att Popper i alltför hög grad förlitat sig på Scribners utgåva Hegel Selections, som inte innehåller ett enda komplett verk, och därifrån övertar rena felöversättningar, liksom uttalanden som inte förekommer hos Hegel utan hos hans postuma redaktörer. Vidare kritiserar Kaufmann Poppers bruk av ”quilt quotations”, (ungefär hopsydda citat), det vill säga citat som tagits ur helt skilda sammanhang, ibland olika verk, för att bilda en ny helhet. Med en rad exempel försöker han visa hur dessa citat ”används för att etablera en människas åsikter, och hans explicita uttalanden avfärdas när de är obekväma,”  Denna kollageteknik, menar Kaufmann, är särskilt problematiskt när man skriver om filosofer som Hegel och Platon, vilkas skrifter ”har ett överflöd av medgivet ensidiga påståenden som tydligt är avsedda att formulera synpunkter som sedan visas vara inadekvata och motsägs av ett annat perspektiv”.
Ett exempel på Poppers kreativa citatanvändning syns i hans argumentation kring Hegels syn på jämlikhet. I Poppers tappning säger Hegel: ”Det är endast den jämlikhet som de äger genom sina ägodelar, ålder,…etc, som kan förtjäna lika behandling inför lagen…”  Detta förefaller stödja Poppers tes att Hegel ”förvränger jämlikhet till ojämlikhet”. I själva verket säger Hegel: ”Det är endast den jämlikhet som, på ett eller annat sätt, råkar existera oberoende, beträffande ägodelar, ålder, fysisk styrka, begåvning, skicklighet etc., och även brott, som kan och borde rättfärdiga en lika behandling av lagen – med avseende på skatter, värnplikt, tillträde till offentliga tjänster, etc. eller straff etc.”  Det vill säga att de som äger lika mycket skall betala lika i skatt, att man ska få lika lön för lika arbete, och så vidare. Kaufmann frågar ironiskt ”Eller borde vi ha lika straff för alla, oberoende av om de har begått lika brott?"  Han visar på liknande omvandlingar av citaten i argumenten för alla punkterna på Poppers lista.
Kaufmann finner det även egendomligt att Popper framför Hegel ställer uttalade antisemiter som Schopenhauer och den Jakob Friedrich Fries som ville att judendomen skulle "dras ut med rötterna" och i sin skrift Über die Gefährdung des Wohlstandes und Charakters der Deutschen durch die Juden (1816) "bland annat förespråkade märkning av judar så att de kunde särskiljas från resten av den tyska befolkningen".